# Anastasija Rabtjenjuk
Anastasija Rabtjenjuk, född den 14 september 1983 Ternivka, Ukrainska SSR, Sovjetunionen, är en ukrainsk friidrottare som tävlar i häcklöpning.
Rabtjenjuks genombrott kom när hon 2003 blev trea vid Universiaden på 400 meter häck. Hon deltog vid EM i Göteborg 2006 och blev då sexa på tiden 55,74. Vid VM 2007 misslyckades hon att ta sig vidare till finalen. 
Vid Olympiska sommarspelen 2008 sprang hon för första gången under 54 sekunder när hon noterade tiden 53,96. Tiden räckte till en fjärde plats i loppet. Hon avslutade året med att bli silvermedaljör vid IAAF World Athletics Final 2008 i Stuttgart.